# サウンド・デザイン・キュービック
有限会社サウンド・デザイン・キュービックはテレビ番組などの音響効果・選曲会社。テレビ朝日・加藤秀之P・深夜バラエティの仕事が多い。

## 本社等の所在地
- 本社 & スタジオ：〒168-0081 東京都杉並区宮前5-21-31

## 所属スタッフ
- 中島克（東京サウンドプロダクション→）